# Vågan kirke

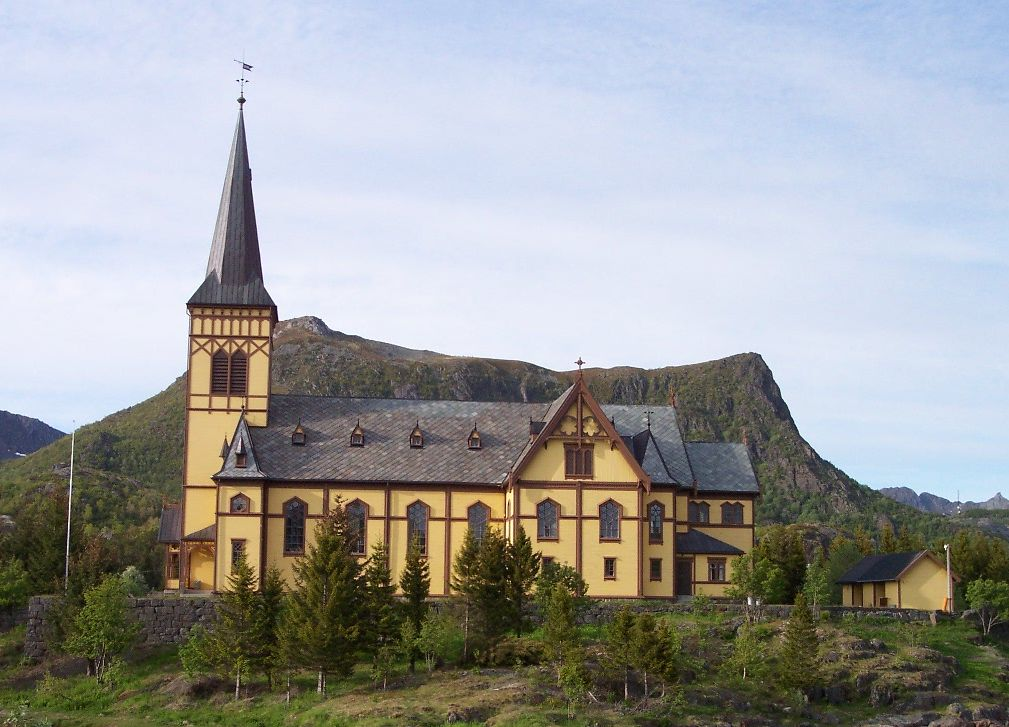
Vågan kirke

Die Vågan kirke (deutsch: Vågan-Kirche) ist ein Sakralbau in Kabelvåg auf den zu Norwegen gehörenden Lofoten.
Die Kirche wurde 1898 im neugotischen Stil anstelle eines Vorgängerbaus aus dem Jahr 1798 errichtet. Aufgrund ihrer Größe mit Platz für 1200 Gottesdienstteilnehmer wird sie auch Lofotkatedralen genannt. Sie ist die größte Holzkirche nördlich von Trondheim. Architekt war Carl Julius Bergstrøm. Erbaut wurde das Gebäude von der Holzbaufirma Jacob Digre aus Trondheim. Die Bauteile wurden dort vorgefertigt und in Kabelvåg zusammengesetzt.
Der Altar der Kirche wurde von dem Pfarrer und Kunstmaler Frederik Nicolai Jensen in der Zeit von 1869 bis 1870 erstellt. Der Altar stammt aus der alten Kirche und zeigt Getsemanemotive. Das mittlere und größte Bild zeigt Jesus und einen Engel.
Die Kirche besitzt eine Friedrich-II-Bibel aus dem Jahr 1589. Weiter gibt es zwei Taufbecken; das neue Taufbecken wird für Taufen verwendet, das Becken aus der alten Kirche ist eine Opferschale.
Aus dem Jahre 1534 stammt ein Bild von Just Giblsen, dem letzten katholischen Pfarrer. Mit der Reformation von 1536 trat er zum evangelisch-lutherischen Glauben über. Der berühmteste Pfarrer aus Vågan war der „Grönlandapostel“ Hans Poulsen Egede.

Lofoten-Kathedrale in Vågan
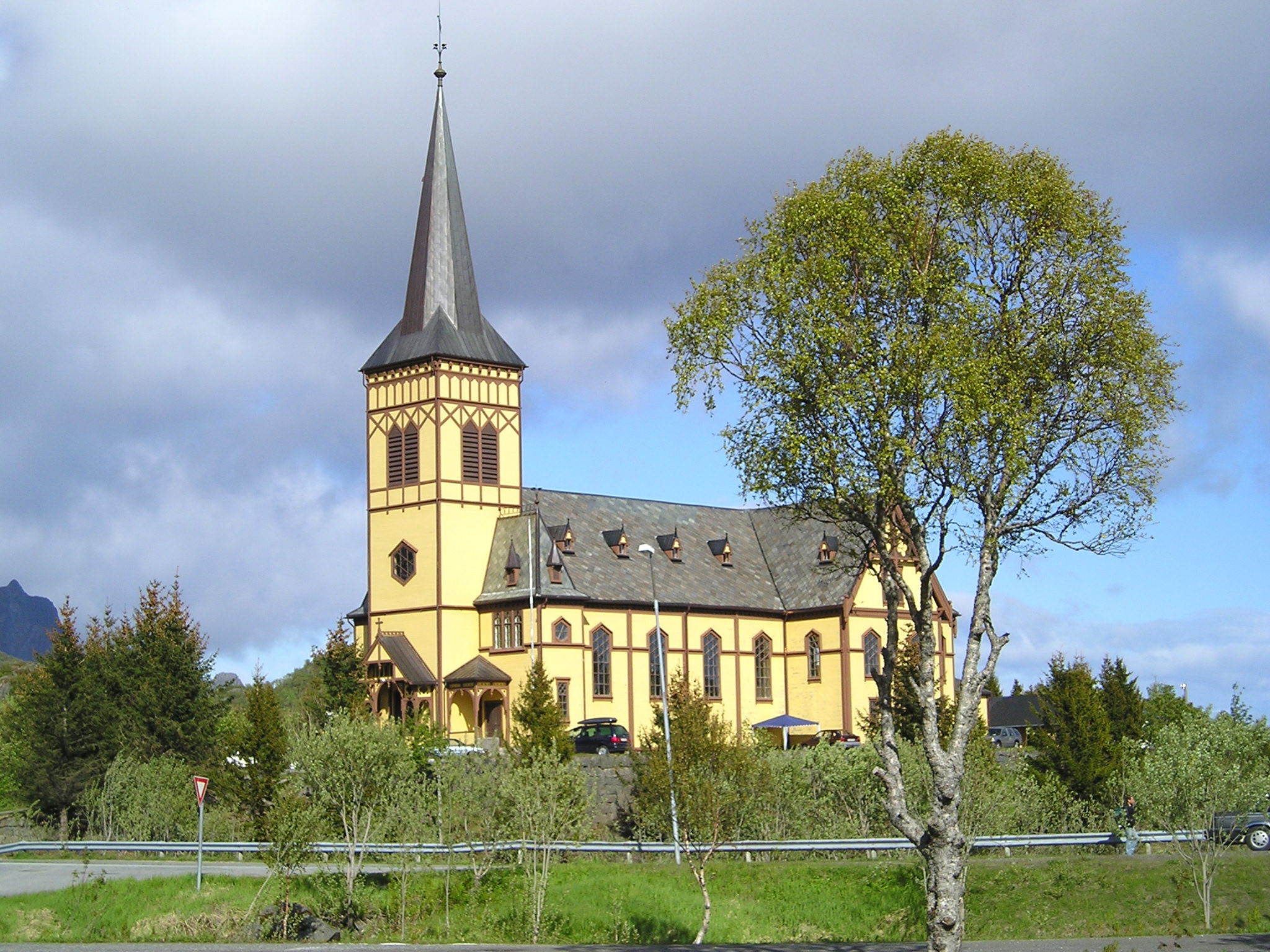
Südwest-Ansicht
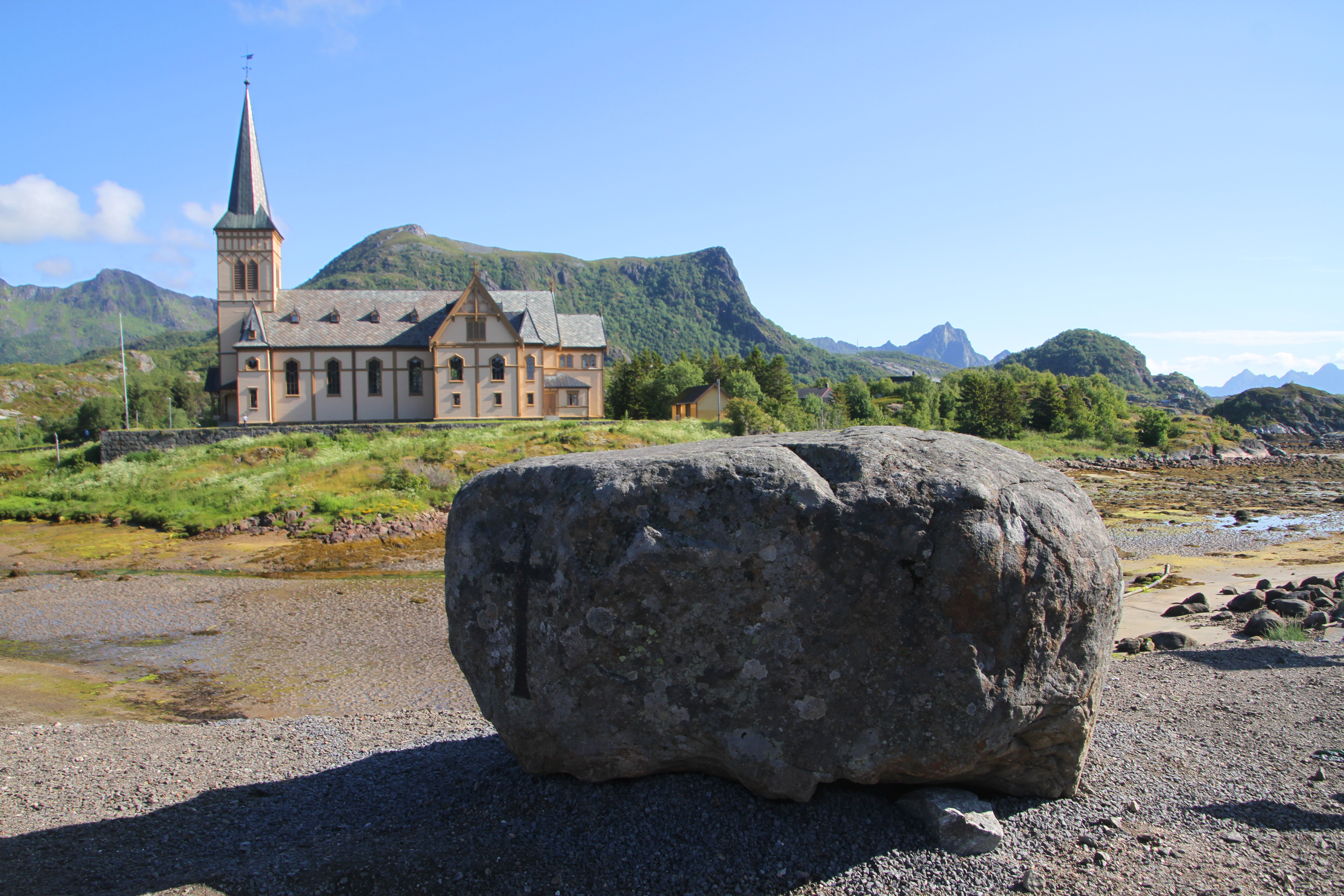
Mit Kreuzstein
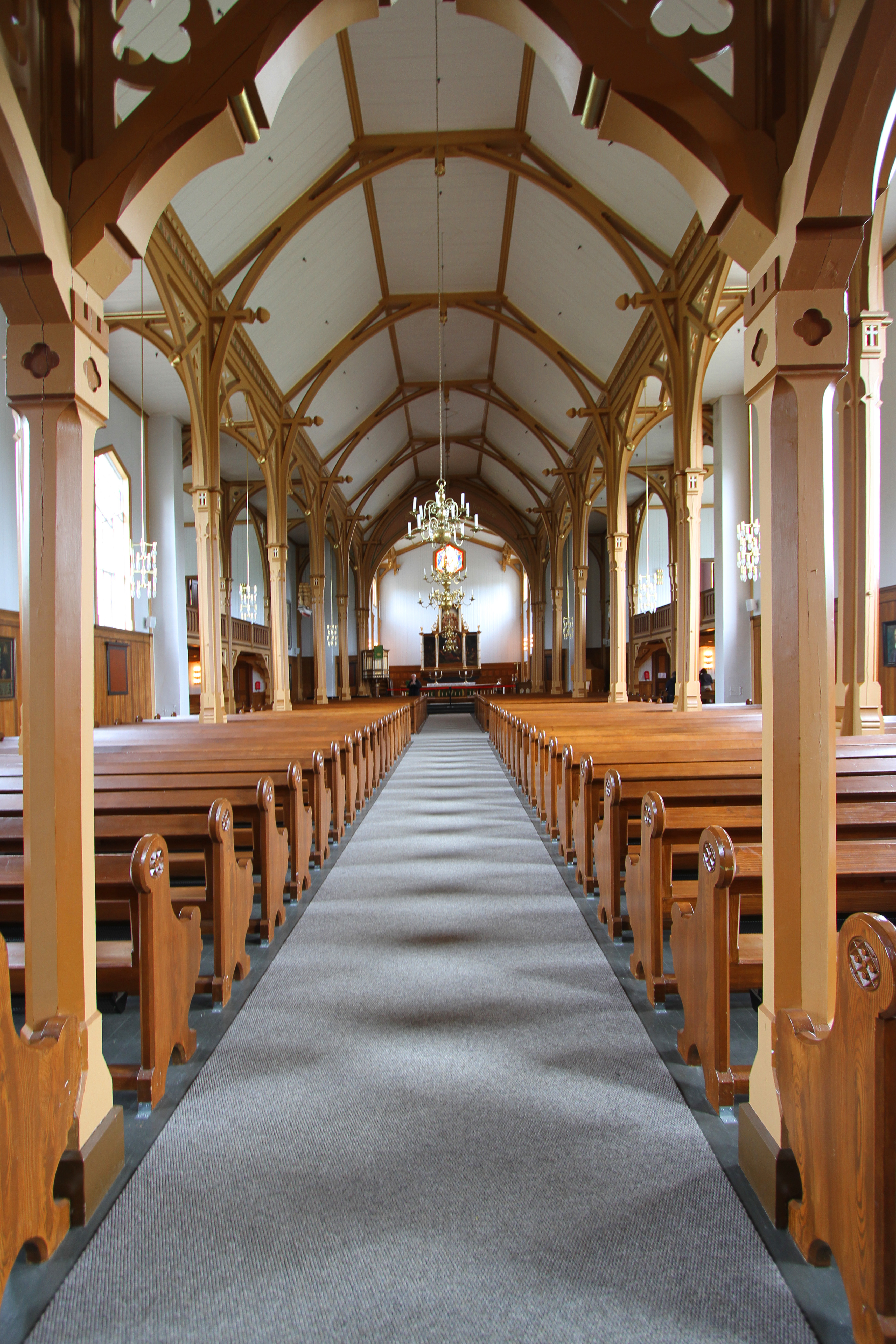
Zum Altar
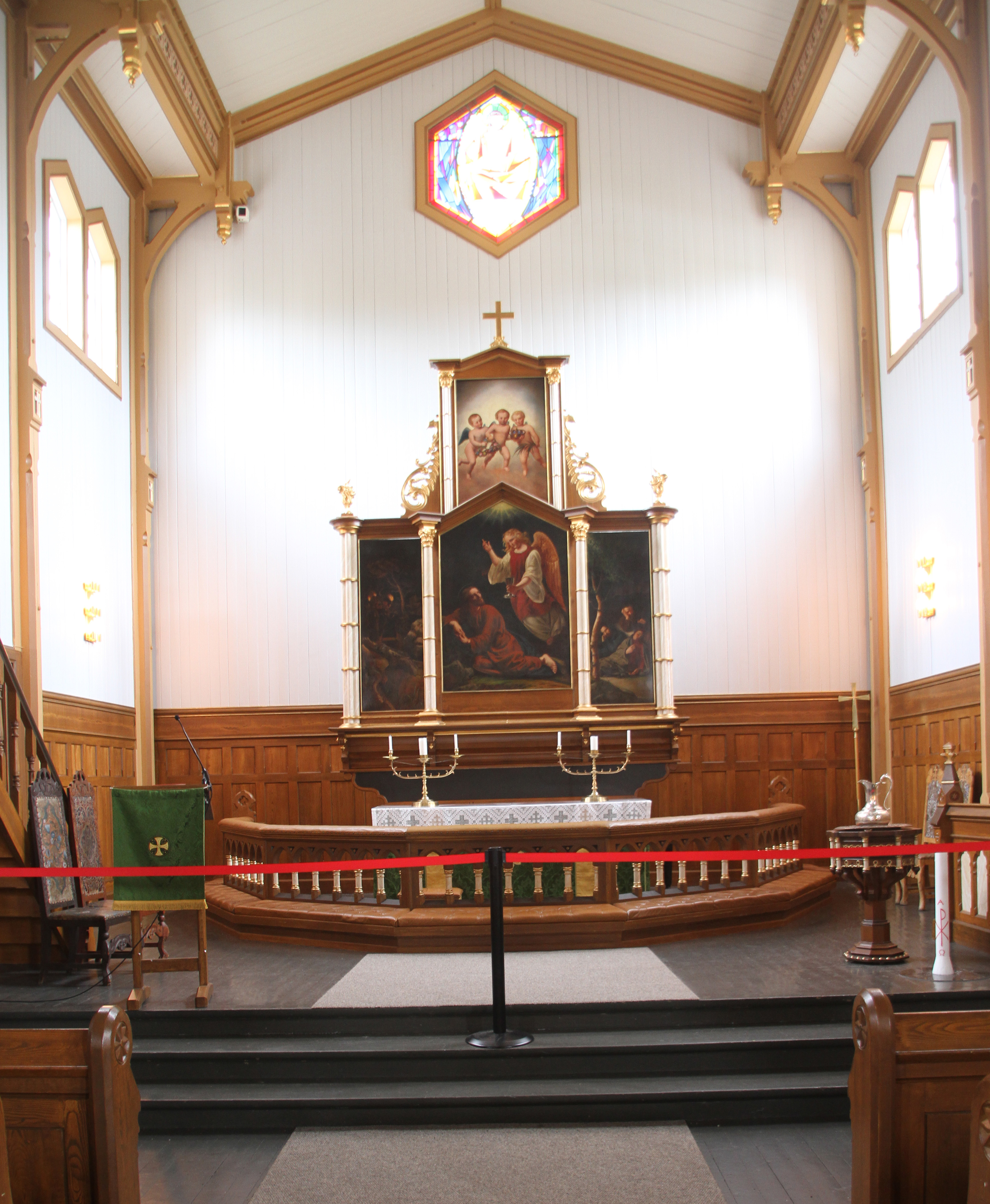
Altar
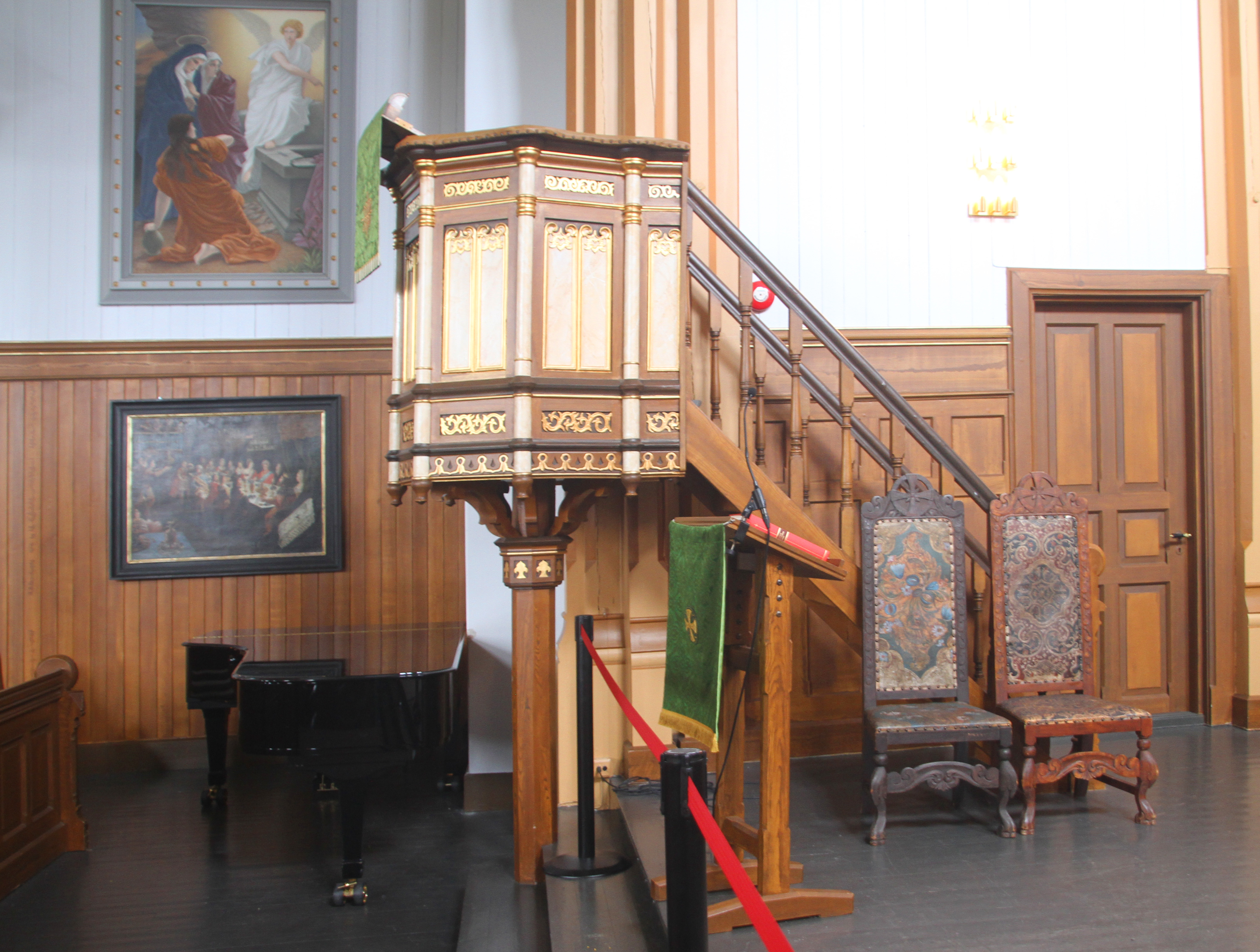
Kanzel
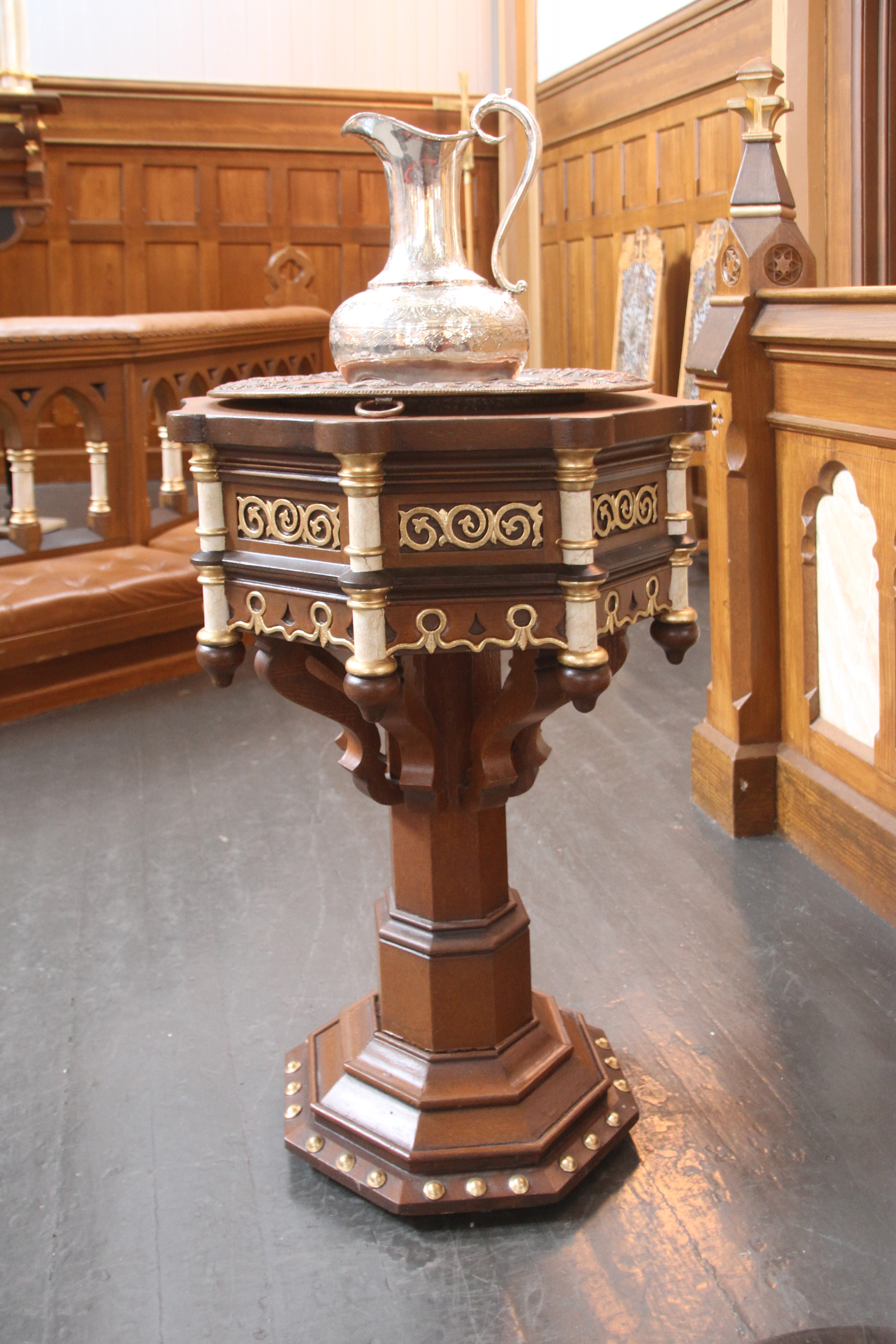
Taufbecken
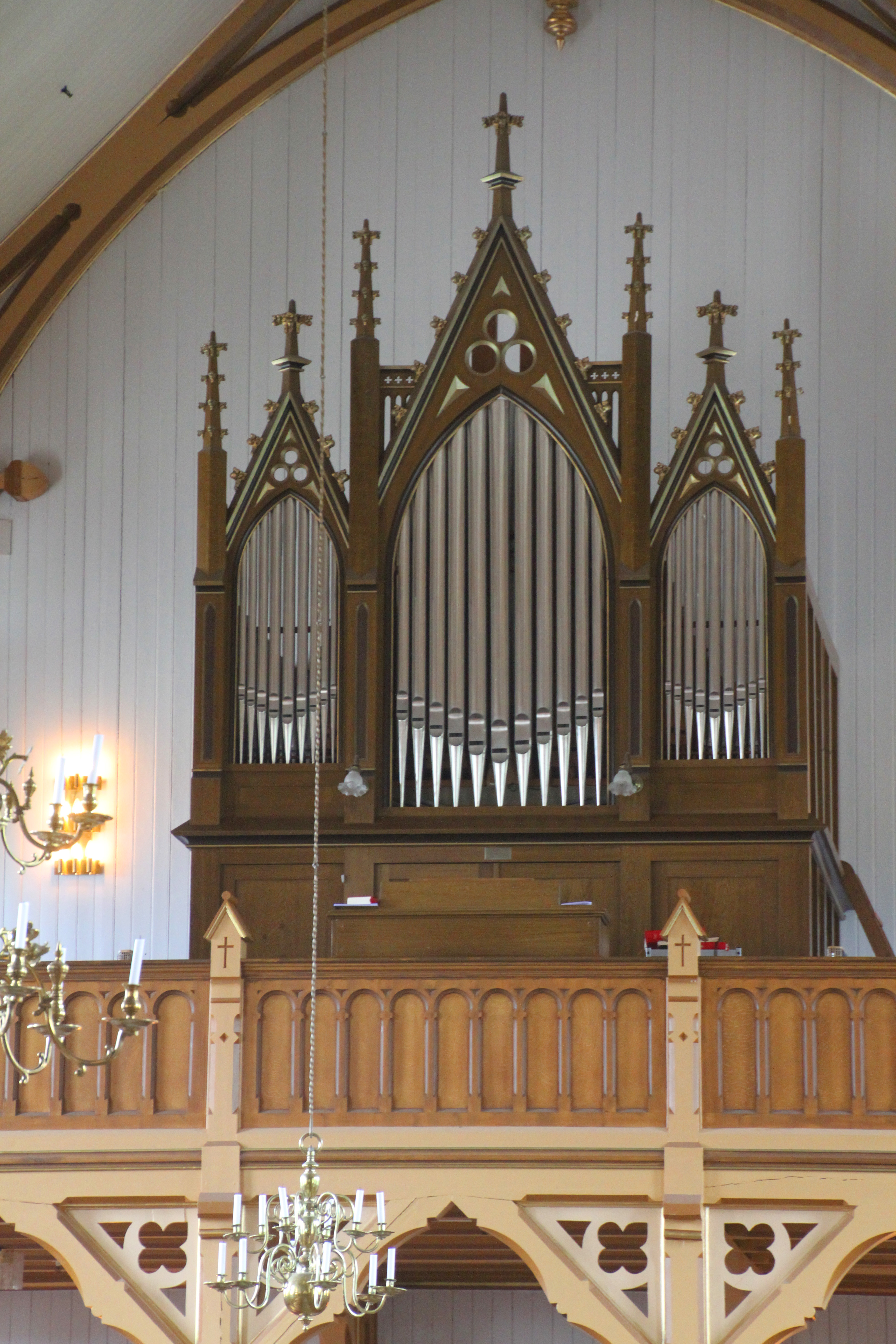
Orgel
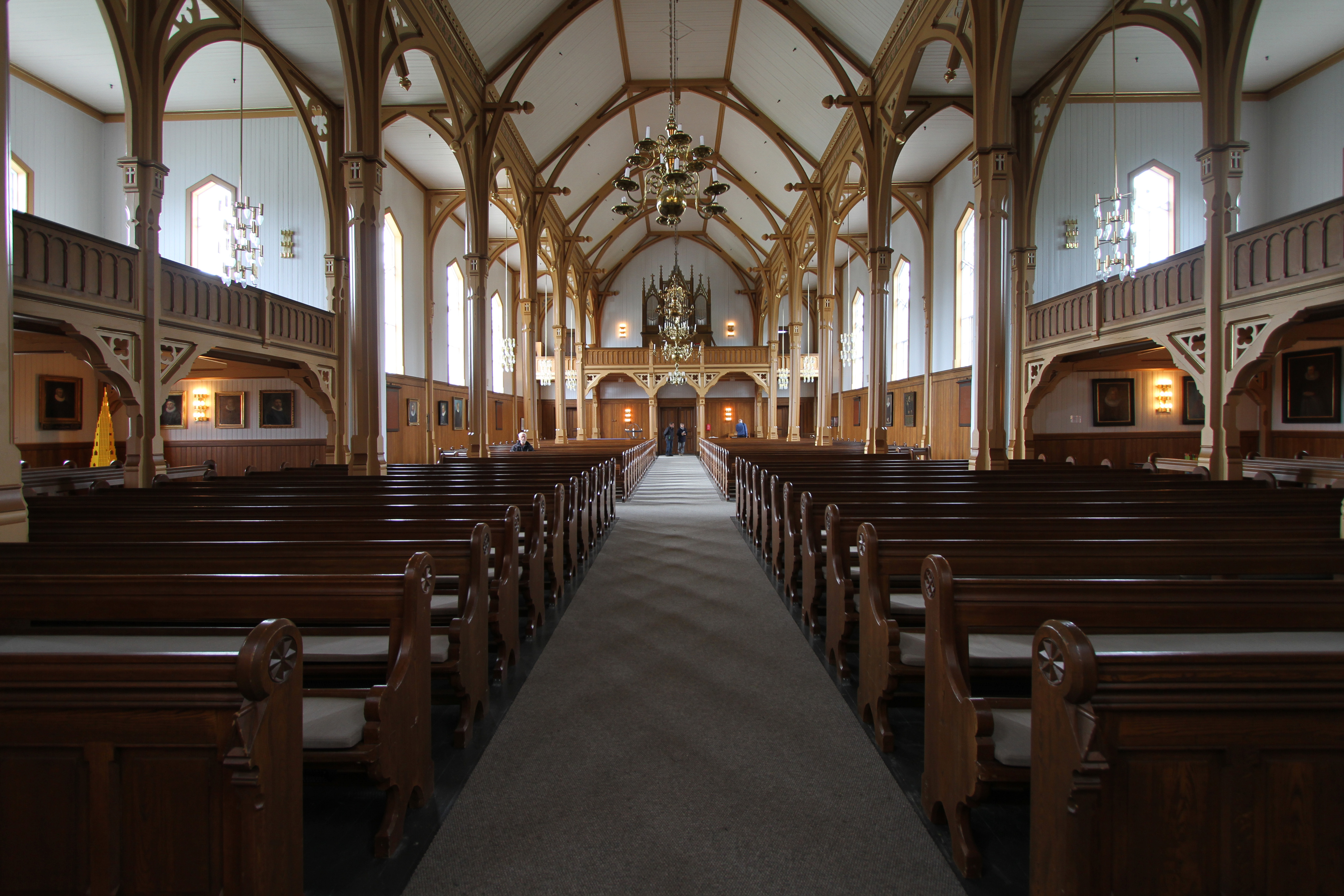
Zur Empore
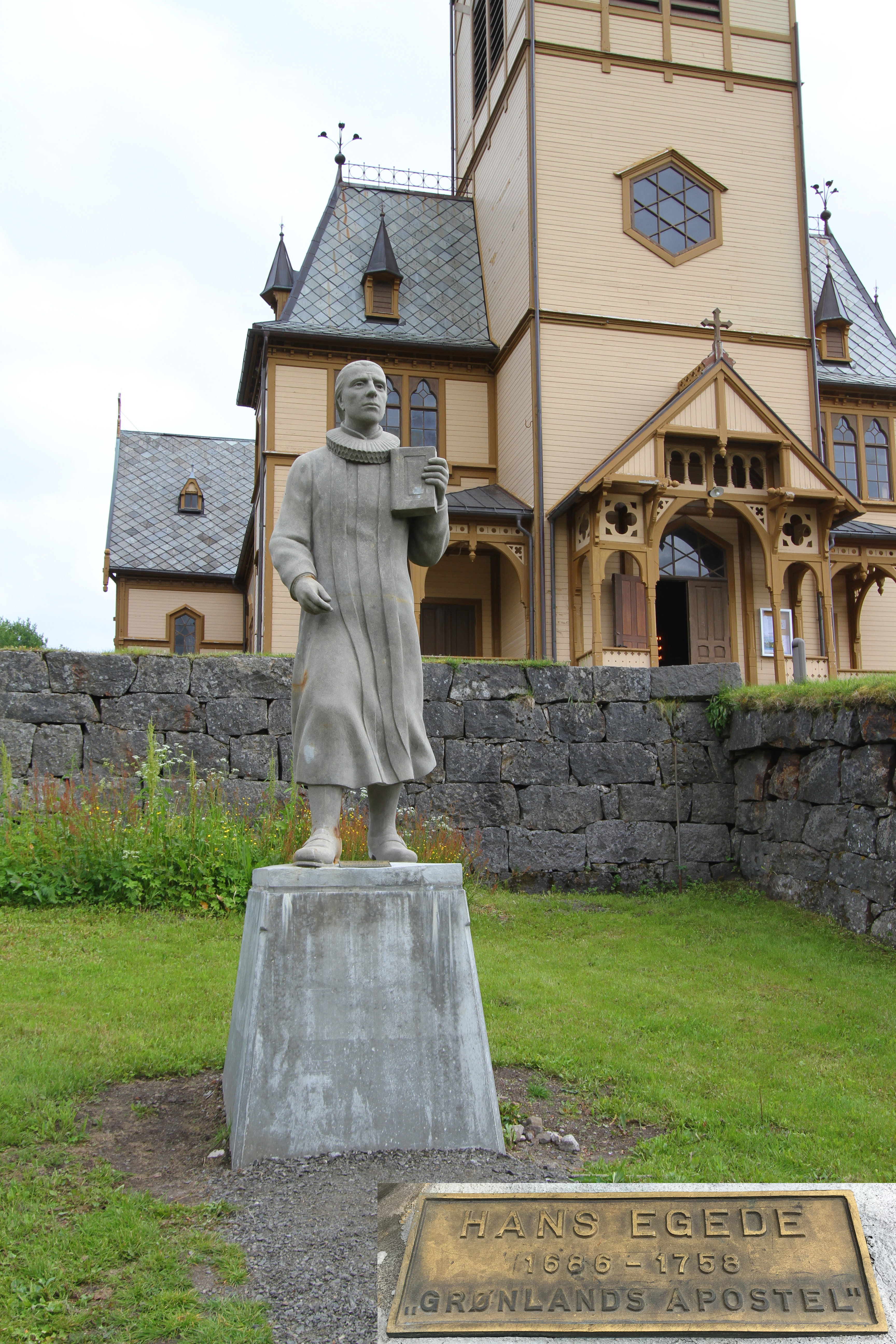
Standbild von Hans Egede